# ساندویچ (ایلینوی)
ساندویچ، ایلینوی (به انگلیسی: Sandwich, Illinois) یک شهر در ایالات متحده آمریکا با جمعیت ۷٬۴۲۱ نفر است که در ایلی‌نوی واقع شده‌است.

## موقعیت جغرافیایی
موقعیت جغرافیایی شهرها و مناطق اطراف به شرح زیر است: